# 喬默傑什蒂鄉
44°50′N 24°27′E / 44.833°N 24.450°E
喬默傑什蒂鄉（羅馬尼亞語：Comuna Ciomăgești, Argeș），是羅馬尼亞的鄉份，位於該國中南部，由阿爾傑什縣負責管轄，面積38平方公里，海拔高度324米，2007年人口1,176，人口密度每平方公里31人。